# Hindelbank
Hindelbank é uma comuna da Suíça, situada no distrito administrativo de Emmental, no cantão de Berna. Tem 6,7 km² de área e sua população em 2018 foi estimada em 2.496 habitantes.